# Gangstar New Orleans
Gangstar New Orleans es un videojuego de acción-aventura de mundo abierto de 2017 desarrollado por Gameloft Montreal y publicado por Gameloft para Android, iOS y Windows. Es la quinta entrega de la serie Gangstar.

## Trama
Durante las celebraciones del Mardi Gras, todos los criminales más importantes de Nueva Orleans han sido arrestados. Esto es una excelente noticia para el protagonista y sus amigos, Elsie Parker y Alain, quienes desde hace tiempo planeaban "adueñarse" de la ciudad. Pero sus planes se verán interrumpidos por Jackson Duke, un policía corrupto que desde hace tiempo busca dar caza al protagonista. El protagonista deberá abrirse paso en el mundo del crimen hasta llegar a lo más alto, trabajando para diversos criminales y forjando su propio imperio criminal, a la vez que evita ser atrapado por el corrupto Jackson Duke y sus asociados.

## Jugabilidad
La jugabilidad es bastante similar a la ya vista en Gangstar Vegas, se incluyeron nuevas armas y vehículos, junto a vehículos ya conocidos en anteriores entregas y un mapa más grande. También regresan algunos personajes ya vistos antes, como E-Man. Además también se añade la adquisición de negocios mediante una “guerra de bandas”, un modo en el que se debe liquidar a la antigua banda que poseía el negocio, para que pase a manos nuestras.
El jugador puede diseñar su propio protagonista, eligiendo entre varias caras, peinados entre otros detalles, además de ponerle un nombre. A medida que se avanza en el juego se pueden ir adquiriendo diferentes vestimentas y atuendos.

## Características
Al igual que la entrega anterior Gangstar Vegas, está equipado con el motor de física Havok. Los gráficos son más parecidos a dibujos animados que el trabajo anterior. Además, si el vehículo choca con algo, el parachoques y las piezas se desprenderán.
Está ambientado en Estados Unidos, Luisiana, Nueva Orleans. Sin embargo, a diferencia de la actual Nueva Orleans, es como una isla rodeada por el mar. Se han reproducido áreas y pantanos que se asemejan mucho al Barrio francés que realmente existen en Nueva Orleans.
A diferencia de la entrega anterior, los jugadores pueden nombrar la cara y el nombre del personaje principal como quieran. También igualmente se puede cambiar a varios atuendos. También puede cambiar el color de la pintura de los vehículos.
El rasgo más distintivo de este juego es la "batalla territorial". Varios jefes de pandillas son territoriales en Nueva Orleans, y el héroe finalmente puede atacar y robar el territorio al completar la misión. Puede obtener ingresos de las instalaciones dentro del territorio.

## Lanzamiento
El prerregistro de este juego comenzó a mediados de marzo de 2017 y se estableció un sitio especial de prerregistro. Cuando se entregó el 30 de marzo, se informó en cada sitio de presentación de juegos, etc., y luego se entregó el 31 de marzo. Fue pre-entregado en Filipinas en enero de 2017.

## Recepción
Gangstar New Orleans recibió críticas "generalmente desfavorables" según el sitio web de agregación de reseñas Metacritic.